# Phaonia antennicrassa
Phaonia antennicrassa este o specie de muște din genul Phaonia, familia Muscidae, descrisă de Xue în anul 1988. Conform Catalogue of Life specia Phaonia antennicrassa nu are subspecii cunoscute.